# Гардинг, Уоррен
Уо́ррен Гамалиел Га́рдинг (Ха́рдинг, англ. Warren Gamaliel Harding; 2 ноября 1865, Морроу, Огайо — 2 августа 1923, Сан-Франциско, Калифорния) — американский политический и государственный деятель; 29-й Президент США с 1921 по 1923 год, от Республиканской партии.
После двух лет правления Гардинг скончался 2 августа 1923 года в Сан-Франциско во время турне по западным штатам, предположительно от обширного инфаркта. После его смерти широкое распространение получили слухи об отравлении, причём в числе других подозрения падали также и на его жену. Гардинг известен как любитель богемного образа жизни (покер, пристрастие к спиртным напиткам, любовные похождения), которому он не изменил и во время своего президентства. Его преемником стал вице-президент Калвин Кулидж.

## Биография
Сенатор от штата Огайо, долгие годы работавший газетным издателем в Марионе, он стал «тёмной лошадкой» своей партии, номинировавшей его на выборах 1920 года, где республиканцы одержали победу с убедительным перевесом.
Когда Гардинг вступил в должность 4 марта 1921 года, национальная экономика была в послевоенном упадке, казначейство было отягощено военным долгом. По предложению своего кабинета, Гардинг созвал специальную сессию Конгресса, где призвал снизить налоги на прибыль (поднятые во время войны), увеличить тарифы на сельскохозяйственные товары, чтобы защитить американских фермеров, а также провести более широкие реформы, такие, как субсидирование строительства автомобильных дорог, авиационных компаний и радио. Гардинг назначил экономиста Чарльза Дауэса директором бюджетного бюро с мандатом на принятие мер по сокращению расходов. Законопроекты министра финансов Эндрю Меллона о снижении налоговых ставок прогрессивного налога и военных пенсиях вызвал бурные дискуссии в Конгрессе — бизнесмены желали полной отмены обременительного для них налога, в то время как прогрессисты и демократы требовали сохранить важный источник пополнения государственных финансов. В результате сбитый с толку аргументами оппонентов Гардинг был вынужден наложить на пенсионный закон вето, которое было преодолено только в 1924 году. Сторонник невмешательства государства в экономику, Гардинг желал помочь бизнесу, но мало разбираясь и в экономике, и в ведении бизнеса, фактически отдал экономическую политику страны в руки Герберта Гувера, чьему профессионализму он доверял. Гардинг был готов пойти на определённые уступки в вопросе расширения гражданских прав афроамериканцев, обеспечивших ему победу на выборах (почти 2/5 всех голосов за республиканцев на выборах 1920 года дали чернокожие жители Юга), последовательно выступал противником линчевания, однако предложенный федеральный законопроект против самосудов был провален в Конгрессе. В 1922 году страну потрясли масштабные забастовки шахтёров (500 000 человек) и железнодорожников (400 000 человек). Гардинг поначалу пытался подавить выступления административными методами, но был вынужден созвать комитет по стандартизации восьмичасового рабочего дня.

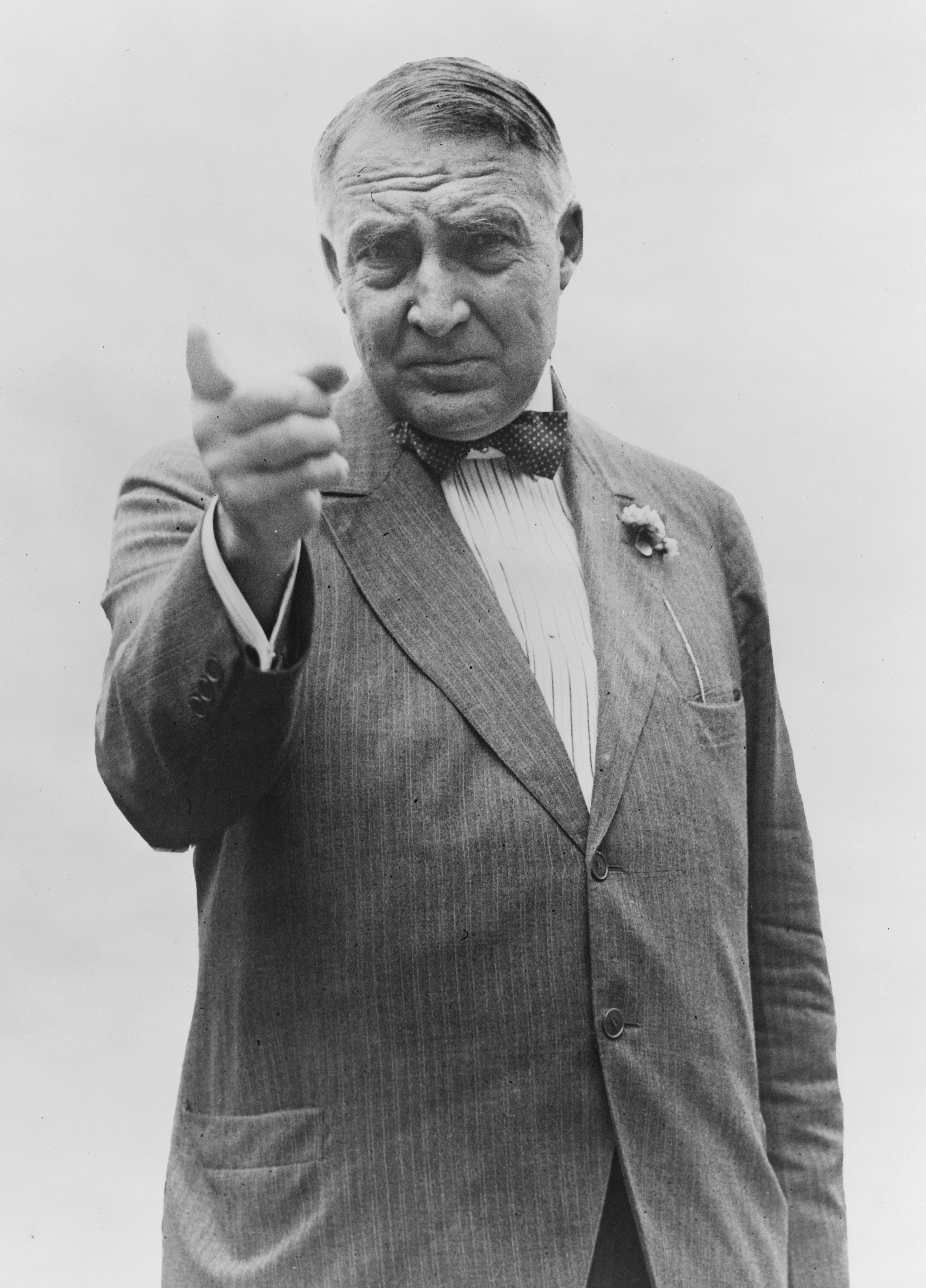
Гардинг во время избирательной кампании

Гардинг женился в 25 лет на уже разведённой Флоренс Девулф, властной дочери самого богатого в его городке банкира. Флоренс активно занялась политической карьерой мужа, выводя его в лидеры республиканцев Огайо. После инаугурации Гардинга она немедленно принимает активное участие в национальной политике, порой даже проявляя доминирование над президентом. Флоренс Гардинг оказала сильное влияние на выбор членов кабинета и церемонию инаугурации, наблюдатели[кто?] считали, что она сама писала мужу текст речи. Первая леди старалась придать респектабельности и идти в ногу со временем — пользовалась самолётом, устраивала показы кино после обеда, по её требованию гостям в Белом доме подавали спиртные напитки, несмотря на принятый в стране сухой закон.
Президентство Гардинга ознаменовалось широкой коррупцией в его ближайшем окружении, поэтому в июне 1923 года Гардинг совершал изматывающее турне доброй воли, названное «Поездкой понимания». Понимание Гардингу было крайне необходимо, поскольку его администрация, членам которой он позволял управлять своими отделами по их собственному усмотрению, увязла в скандалах. Так, министр внутренних ресурсов Альберт Фолл попался на взяточничестве и первым из членов американского кабинета сел в тюрьму.
Сам же Гардинг, очевидно, нуждался в отдыхе. Огромный урон его репутации в глазах американцев нанёс скандал с Бюро ветеранов в январе-марте 1923 года — его директор, вхожий в ближайший круг президентской четы бизнесмен подполковник Чарльз Форбс, за два года своей администрации отказывал в страховке и пенсиях более чем 200 000 американцам, получившим ранения и увечья во время войны, при этом присвоил 2 миллиона долларов из выделенных Конгрессом на социальные нужды средств. Личный врач, успешно лечивший миссис Гардинг от почечной болезни Чарльз Сойер (англ.), получивший от президента чин бригадного генерала медицинской службы, будучи членом Госпитального совета, первым открыл Гардингу факты о махинациях Форбса. Шокированный Гардинг позволил Форбсу сбежать от судебного разбирательства в Европу, потребовав от него подать в отставку, надеясь этим замять скандал. Форбс ушёл с поста, но взял с собой в путешествие свою любовницу, жену Элиаса Мортимера, хозяина строительной фирмы, строившей по завышенным ценам ветеранские больницы. Мортимер подал на Форбса в суд, в результате началось судебное разбирательство в Сенате, в ходе которого вскрылись эти неприглядные факты.
Возвращаясь с Аляски, где президент забил «золотой костыль», ознаменовав окончание строительства Аляскинской железной дороги, 27 июля он жаловался на желудочные спазмы и несварение, хотя осмотревший его на яхте военно-морской врач Джоэл Бун предположил проблемы с сердцем. По совету докторов он прервал своё турне и остановился в Сан-Франциско, чтобы поправить здоровье. Поздно вечером того же дня он вызвал доктора Сойера и пожаловался ему на боли в верхней части живота. Там, в апартаментах на восьмом этаже гостиницы «Палас», ему стало хуже. 30 июля у него поднялась температура до 39°. Врачи, осмотрев его, обнаружили, что не только сердце вызывает проблемы, но также выявили правостороннюю пневмонию — серьёзное осложнение, тем более в то время, когда не существовало антибиотиков. После приёма кофеина и наперстянки Гардинг, казалось, почувствовал себя лучше. На следующий день он, сидя в кровати, весело говорил о планируемой рыбалке.
По словам его жены Флоренс Гардинг, вечером она прочла ему лестную статью в «Сатердей ивнинг пост» и удалилась к себе. Потом в номер зашла медсестра и увидела президента без сознания, скрученного конвульсиями, с выражением муки на лице. Она подняла миссис Гардинг, которая вызвала врача, но было поздно. Президент скончался в 19:35 по местному времени. Смерть Гардинга стала шоком для американцев, и в газете освещалась с печалью — при жизни он довольно умело создавал себе в прессе благоприятный и респектабельный образ.

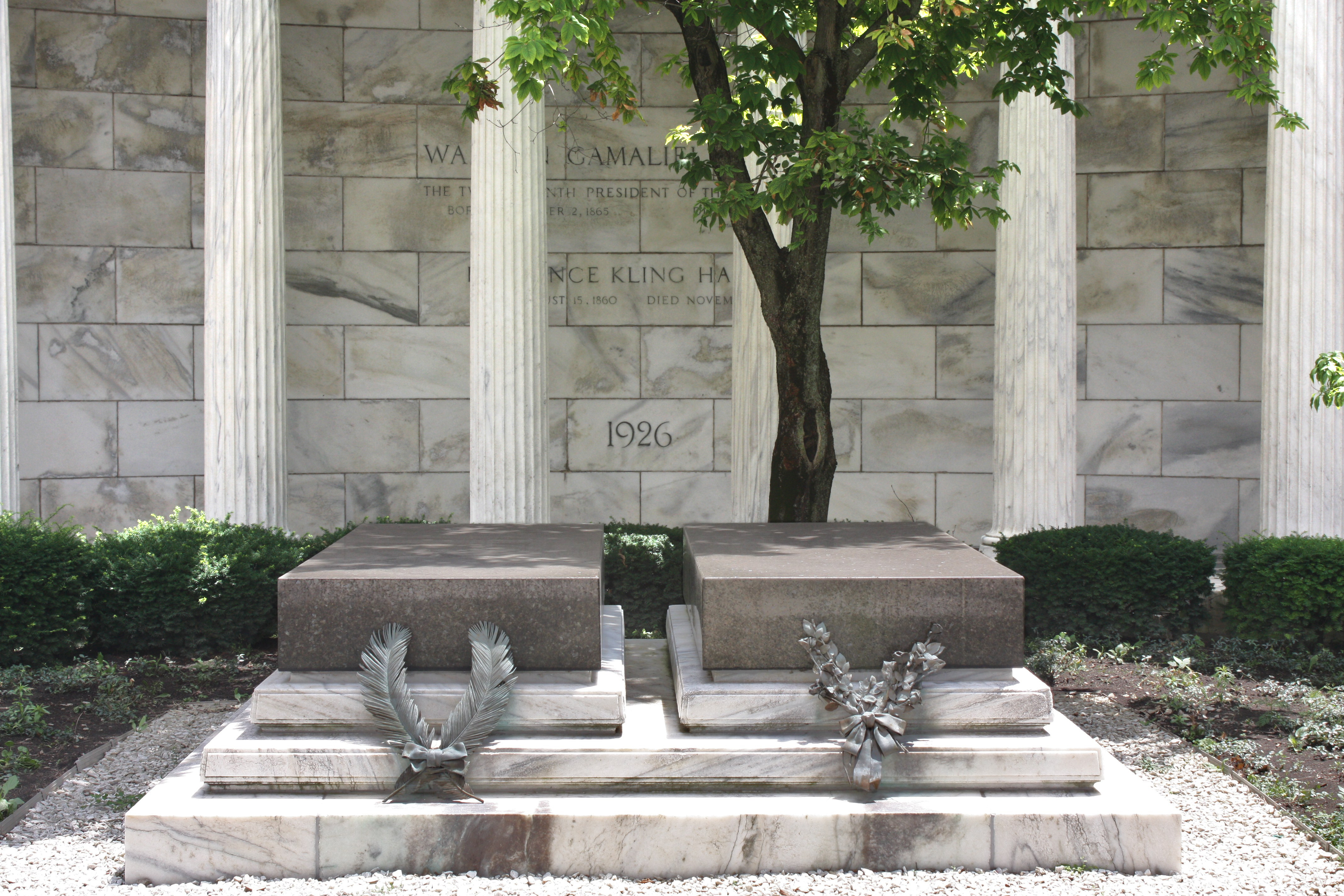
Могила четы Гардинг на Кладбище Мэриона.

Точная причина смерти Гардинга так и не была установлена. Первоначально причиной смерти называли инсульт. Многие наблюдатели[кто?] считали, что всему виной был стресс из-за скандалов в правительстве, наложившийся на давнюю гипертоническую болезнь. Его вдова, по неясным причинам, но по настоятельным рекомендациям своего личного врача Чарльза Сойера, не разрешила делать вскрытие и тело забальзамировали прямо в отеле. Подозрительное поведение миссис Гардинг быстро вызвало волну слухов.
Гардинг был известным ловеласом и особой любви между супругами не наблюдалось. У Гардинга была давняя пассия, Кэрри Фултон, с которой он поддерживал переписку, и молодая любовница Нэн Бриттон, которая была моложе его на 31 год, родившая в 1919 году от него девочку Элизабет Энн Бриттон. Бриттон заявила об отцовстве и неверности президента в 1927 году, однако её письменные заявления считались американскими историками недостоверными. ДНК-тест, проведённый в 2015 году, подтвердил отцовство Гардинга.

## Гардинг и Советская Россия
Президент Гардинг был решительным противником признания Советской России. В своём обращении к Конгрессу США 6 декабря 1921 года Гардинг так отреагировал на обращение правительства большевиков за помощью голодающим: «Америка не может оставаться глухой к такому обращению. Мы не признаём правительства России и не потерпим пропаганды, исходящей оттуда, но мы не забываем традиций русской дружбы. Мы можем забыть на время все наши внешнеполитические соображения и фундаментальные расхождения в формах правления. Главным является призыв страждущих и гибнущих».
В ответ на послание советского правительства (22 марта 1921 года) было опубликовано заявление правительства США, в котором говорилось: «Правительство США глубоко сочувствует русскому народу, оказавшемуся в трудном положении, в условиях которого он испытывает страдания, и желает помочь ему всеми возможными средствами, делая всё, что в его силах для возобновления торговых отношений на прочной основе». Однако, как указывалось в ответе, правительству США было «совершенно ясно, что в нынешних условиях не может быть никакой уверенности в возможности развития торговли», поскольку «было бы совершенно бесполезно возобновлять торговые отношения до того, как будет создан прочный экономический базис».
Позиция Администрации Гардинга излагалась в заключительной фразе заявления: «Если будут предприняты фундаментальные изменения, обеспечивающие неприкосновенность жизни и собственности, и будут обеспечены благоприятные условия для поддержания торговли, правительство будет счастливо получить заверения в том, что изменения такого характера будут осуществлены. Однако до того, пока такие заверения не будут получены американским правительством, оно не будет в состоянии найти необходимую основу для изучения вопроса о развитии торговли». Это заявление было прокомментировано Московским телеграфным агентством 29 марта 1921 года в жёстком тоне, не оставлявшем сомнений в том, что правительство Советской России не собиралось сдавать своих позиций ради того, чтобы наладить торговые отношения с США. В августе 1921 года по распоряжению Гардинга Государственный департамент США стал выдавать иностранные паспорта американцам, изъявляющим желание посетить Советскую Россию в частном порядке, однако всех выезжающих предупреждали, что США не могут гарантировать им безопасность.
Единственным реальным сдвигом в российско-американских отношениях в годы администрации Гардинга стало восстановление прерванного после Октябрьской социалистической революции 1917 года почтового сообщения между двумя странами (май 1921).

## Память
- в год смерти Гардинга, в 1923 году, в его честь было названо дерево «Президент» — самая старая секвойя на планете и третья в мире по объёму. Растёт в Гигантском лесу национального парка «Секвойя», штат Калифорния[16].
- в связи со 100-летием победы Уоррена Гардинга на президентских выборах 1920 года[17] в 2020—2021 годах был сооружён Президентский центр Уоррена Гардинга в Марионе рядом с Домом-музеем 29-го Президента США.